# Midden-Duits voetbalkampioenschap 1916/17
In 1916/17 werd het vijftiende voetbalkampioenschap gespeeld dat georganiseerd werd door de Midden-Duitse voetbalbond. Hallescher FC 1896 werd kampioen, maar er was geen verdere eindronde meer om de Duitse landstitel vanwege de Eerste Wereldoorlog.

## Deelnemers aan de eindronde
| Club                         | Gekwalificeerd als               |
| ---------------------------- | -------------------------------- |
| FC Herta 09 Wittenberge      | Vertegenwoordiger van Altmark    |
| Cöthener FC 02               | Kampioen van Anhalt              |
| VfB Eisleben                 | Kampioen van Grafschaft Mansfeld |
| Germania Halberstadt         | Kampioen van Harz                |
| Wacker-Mars Nordhausen       | Kampioen van Kyffhauser          |
| Magdeburger FC Viktoria 1896 | Kampioen van Midden-Elbe         |
| SC Erfurt 1895               | Kampioen van Noord-Thüringen     |
| Eintracht Leipzig            | Kampioen van Noordwest-Saksen    |
| SV Budissa Bautzen           | Kampioen van Opper-Lausitz       |
| Dresdner Fußballring         | Kampioen van Oost-Saksen         |
| 1. SV Jena                   | Kampioen van Oost-Thüringen      |
| Hallescher FC 1896           | Kampioen van Saale               |
| Preußen Weißenfels           | Kampioen van Saale-Elster        |
| FC Schedewitz                | Kampioen van Vogtland            |
| FC Wacker Gotha              | Kampioen van wartburg            |
| Chemnitzer BC                | Kampioen van Zuidwest-Saksen     |

## Thüringen
Voor het eerst namen de clubs uit de regio Thüringen (Noord-Thüringen, Oost-Thüringen, Saale-Elster en Wartburg) het eerst tegen elkaar op en mocht enkel de kampioen naar de Midden-Duitse eindronde, daar mocht de club wel de kwalificatie overslaan.

### Halve finale
|               |                |       |                    |      |
| 29 april 1917 | SC Erfurt 1895 | 5 - 2 | Preußen Weißenfels | Jena |
| 29 april 1917 |                |       |                    | Jena |

|               |            |       |                 |        |
| 29 april 1917 | 1. SV Jena | 4 - 1 | FC Wacker Gotha | Erfurt |
| 29 april 1917 |            |       |                 | Erfurt |

### Finale
|            |                |              |            |                        |
| 6 mei 1917 | SC Erfurt 1895 | 2 - 1 (n.v.) | 1. SV Jena | Borussia-Platz, Erfurt |
| 6 mei 1917 |                |              |            | Borussia-Platz, Erfurt |

## Eindronde

### Kwalificatie
|            |                      |       |                    |         |
| 6 mei 1917 | Dresdner Fußballring | 7 - 0 | SV Budissa Bautzen | Dresden |
| 6 mei 1917 |                      |       |                    | Dresden |

|            |               |       |               |         |
| 6 mei 1917 | FC Schedewitz | 1 - 5 | Chemnitzer BC | Zwickau |
| 6 mei 1917 |               |       |               | Zwickau |

|            |                |       |                   |        |
| 6 mei 1917 | Cöthener FC 02 | 3 - 1 | Eintracht Leipzig | Dessau |
| 6 mei 1917 |                |       |                   | Dessau |

|            |                         |       |                              |         |
| 6 mei 1917 | FC Herta 09 Wittenberge | 1 - 3 | Magdeburger FC Viktoria 1896 | Stendal |
| 6 mei 1917 |                         |       |                              | Stendal |

|            |                    |       |                        |       |
| 6 mei 1917 | Hallescher FC 1896 | 6 - 0 | Wacker-Mars Nordhausen | Halle |
| 6 mei 1917 |                    |       |                        | Halle |

|            |                      |   |              |              |
| 6 mei 1917 | Germania Halberstadt | - | VfB Eisleben | Aschersleben |
| 6 mei 1917 |                      |   |              | Aschersleben |

VfB Eisleben werd door de bond om een onbekende reden niet tot de eindronde toegelaten.

### Tussenronde
|             |                              |       |                |           |
| 13 mei 1917 | Magdeburger FC Viktoria 1896 | 1 - 2 | Cöthener FC 02 | Magdeburg |
| 13 mei 1917 |                              |       |                | Magdeburg |

|             |                      |        |                    |             |
| 13 mei 1917 | Germania Halberstadt | 0 - 12 | Hallescher FC 1896 | Halberstadt |
| 13 mei 1917 |                      |        |                    | Halberstadt |

|             |               |       |                      |          |
| 13 mei 1917 | Chemnitzer BC | 2 - 7 | Dresdner Fußballring | Chemnitz |
| 13 mei 1917 |               |       |                      | Chemnitz |

SC Erfurt had een bye. 

### Halve finale
|             |                |              |                      |         |
| 20 mei 1917 | SC Erfurt 1895 | 0 - 2 (n.v.) | Dresdner Fußballring | Leipzig |
| 20 mei 1917 |                |              |                      | Leipzig |

|             |                    |       |                |       |
| 20 mei 1917 | Hallescher FC 1896 | 5 - 1 | Cöthener FC 02 | Halle |
| 20 mei 1917 |                    |       |                | Halle |

### Finale
|              |                      |                       |                    |                                                                       |
| 10 juni 1917 | Dresdner Fußballring | 0 - 2                 | Hallescher FC 1896 | Guts-Muts-Platz, Dresden Toeschouwers: 2.000 Scheidsrechter: Chemnitz |
| 10 juni 1917 |                      | 12' Büttner 88' Mainz |                    | Guts-Muts-Platz, Dresden Toeschouwers: 2.000 Scheidsrechter: Chemnitz |